# Marie Laure Tardieu
Marie Laure Tardieu-Blot (1902 - 1998) fou una botànica, i pteridòloga francesa, sent en 1964 sotsdirectora del Museu Nacional d'Història Natural de França. Es va convertir en directora del laboratori de fanerògames botànics tropicals l'any 1967. Finalment va ser nomenada director honorari el 1971.

## Algunes publicacions
- Les Aspléniées du Tonkin, 1932
- Flore de la Nouvelle-Calédonie et dépendances, 1969
- Flore de Madagascar et des Comores. 13-13 bis, Lycopodiacées... Huperziacées, 1971
- Flore de Madagascar et des Comores, 1951
- Flore du Cambodge, du Laos et du Viêt-Nam. 12, Hernandiaceæ, per Klaus Kubitzki, 1951
- Flore générale de l'Indo-Chine, 1932-1950
- Moringacées, 1962
- Les Ptéridophytes de l'Afrique intertropicale française, 1953
- "Sterculiaceae" nouvelles d'Indochine, 1943
- Sur le genre "Pterocymbium" et les "Pterocymbium" d'Indochine, 1943 (tesis presentada a la Facultat de Ciències de París per obtenir el títol de Doctor a Ciències Naturals, per Mme Tardieu-Blot)

### Llibres
- Flore du Cambodge, du Laos et du Vietnam : Supplément à la Flore générale de l'Indochinee de H. Lecomte, 1967. 159 pp.
- Flore du Cameroun, 1964. 373 pp.
- Suplement à la Flore générale de l'Indo-Chine publicat sota la direcció de H. Humbert, 1938. 1.028 pp.

### Participació en capítols
- Tardieu-Blot, marie-laure; a Guillaumin; j Arènes; f Pellegrin; h Humbert; f Gagnepain; s Jovet-Ast. 1938. Supplément à la Flore générale de l'Indo-Chine publiée sous la direction de H. Humbert. Ed. Muséum national d'histoire naturelle, Phanérogamie. 1.028 pp.

## Honors
En 1932, va ser designada membre de la Société Botanique de France.